# Detek
Detek là một thị trấn thuộc hạt Borsod-Abaúj-Zemplén, Hungary. Thị trấn này có diện tích 9,7 km², dân số năm 2010 là 285 người, mật độ 29 người/km².